# Boccaccio (operetta)
Boccaccio (operetta) è un'Operetta comica in 3 atti di Franz von Suppé con il libretto di Camillo Walzel e Richard Genée basata sulla commedia omonima di Léon Lévy Brunswick, Jean-François-Alfred Bayard, Victor Arthur Rousseau de Beauplan e Adolphe de Leuven tratta dal Decameron di Giovanni Boccaccio.

## Rappresentazioni
La prima assoluta è stata il 1º febbraio 1879 nel Carltheater di Vienna.
Boccaccio va in scena a New York il 23 aprile 1880, a Bruxelles il 3 febbraio 1882 con successo nella traduzione di Gustave Lagye, il successivo 29 marzo con successo al Théâtre des Folies-Dramatiques di Parigi, al Teatro Reinach di Parma dal 1º maggio 1882 fino al 1929 in 41 recite, in Australia il 2 settembre successivo a Melbourne, il 26 dicembre 1884 a Brno, nell'Éden-Theatro a Manaus l'11 ottobre 1888, al Teatro Amazonas di Manaus nel 1897, al Teatro Costanzi di Roma nel 1898 nella traduzione di Gian Luigi Bonelli, nel Broadway theatre con Raymond Hitchcock nel 1905, al Teatro La Fenice di Venezia nel 1922, al Metropolitan Opera House di New York con Maria Jeritza nel 1931, al Wiener Staatsoper nel 1932 con la Jeritza (arrivando a 69 recite fino al 1953), al Teatro Regio di Torino nel 1935 diretta da Franco Ghione con Iris Adami Corradetti, al Teatro Comunale di Firenze con Fedora Barbieri, Alvinio Misciano e Mario Petri nel 1970 ed al Grand Théâtre de Bordeaux nel 1976.

## Discografia
- Boccaccio - Anton Paulik/Elisabeth Roon/Orchester der Wiener Staatsoper, Elite Special